# Aphrissa fluminensis
Aphrissa fluminensis är en fjärilsart som först beskrevs av D'almeida 1921.  Aphrissa fluminensis ingår i släktet Aphrissa och familjen vitfjärilar. Inga underarter finns listade i Catalogue of Life.

## Bildgalleri

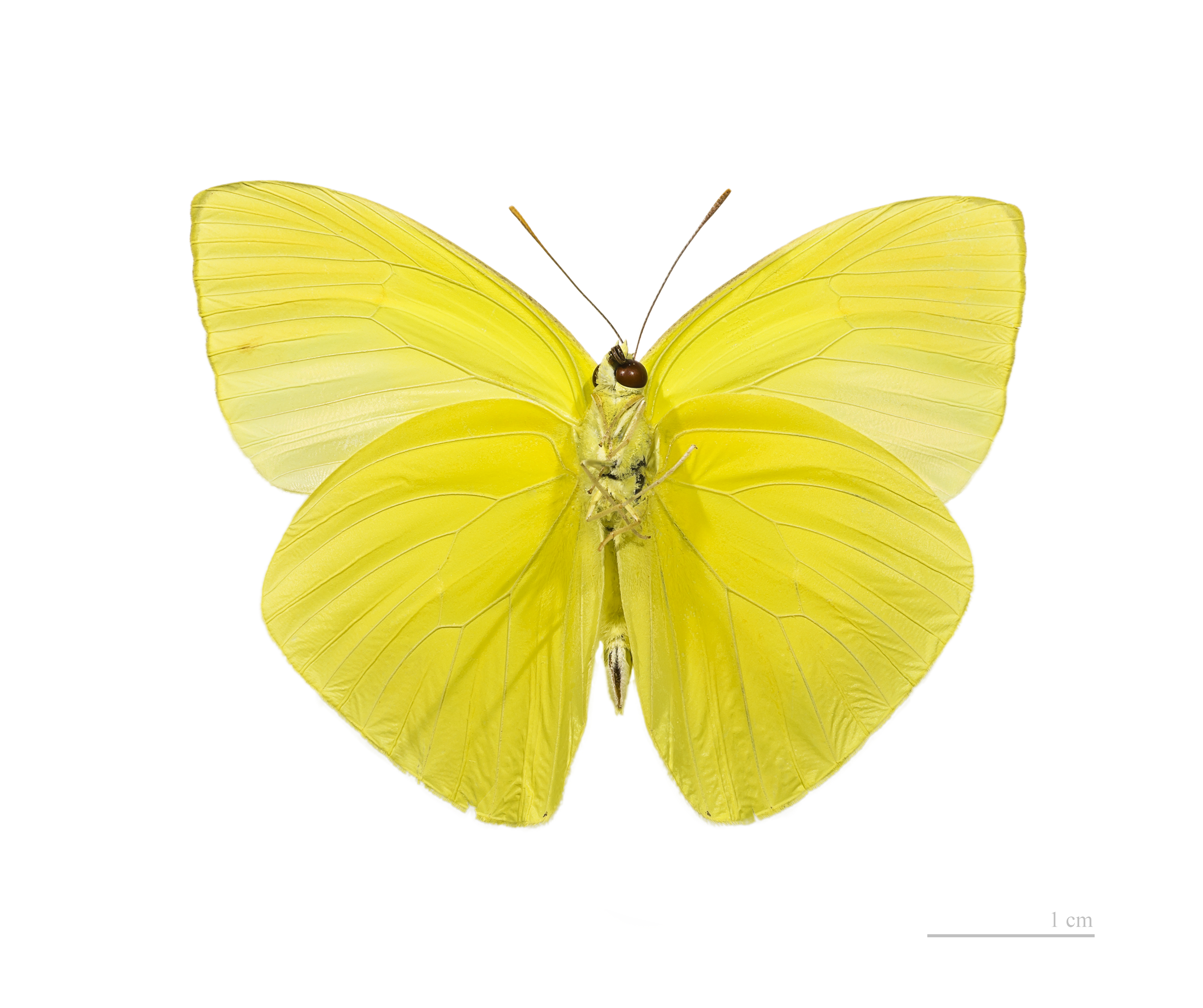
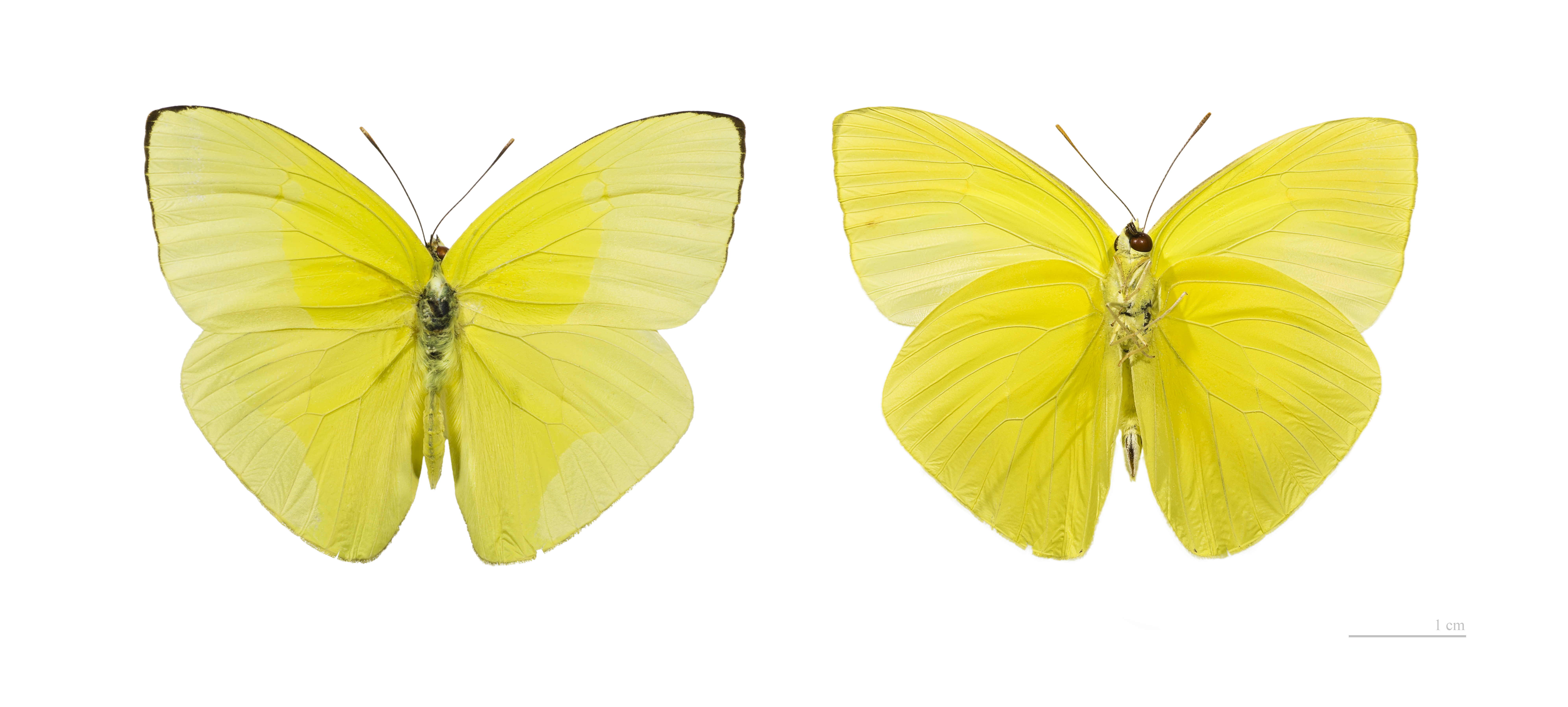